# Bocono (rijeka)
Bocono je rijeka u Venezueli. Pritok je rijeke Guanare. Pripada porječju rijeke Orinoco.